# 野村朋未
野村 朋未（のむら ともみ、7月9日 - ）は、関西を中心に活動する日本のフリーアナウンサー、タレント。セイプロダクション所属。愛称は「のんちゃん」。

## 来歴
京都府宇治市出身。

## 人物
- 特技は、落語（芸名：天神亭舞九）、マッサージ。
- 趣味は、着物と歌舞伎鑑賞、絵本、日本文化研究、日本酒。
- 唎酒師、華道（大和未生流師範）、京都検定2級の資格を持つ。
- 2010年に長女が誕生。
- 6歳上に姉がいる。
- この仕事の前に生命保険会社の事務をしていた。

## 出演

### 現在の出演番組
- 朝日放送テレビ
  - おはよう朝日です - 2020年10月5日から、平日版第1部（5:00 - 6:30 →2021年4月5日から5:00 - 6:00）のニュースナレーターを担当。

### 過去の番組
- 朝日放送ラジオ
  - おはようパーソナリティ道上洋三です - 第12代アシスタントとして、2018年4月2日（月曜日）から2020年10月2日（金曜日）まで出演。出演の開始を機に、リスナーからの公募によって「のんちゃん」という愛称が付けられた。
  - with you - 2021年4月17日から9月25日の放送終了まで、土曜未明（金曜深夜）放送分のパーソナリティを担当。
  - パーフェクトジョッキー
- MBSラジオ
  - ネットワーク1・17
  - 上田義朗のベトナム元気!
  - with…夜はラジオと決めてます
  - たねまきジャーナル
  - MBSニュースレーダー
  - MBSナイトアングル
  - MBSニュース最終便

- CRK（ラジオ関西）
  - 時間です!林編集長

- KBS（京都放送）
  - かたつむり大作戦
  - さわやか宇治：リポーター
  - 西村寿一のめざましラジオ
  - 笑福亭晃瓶のほっかほかラジオ

- FM802
  - HEADLINE NEWS
  - WEATHER INFORMATION
  - Bintang Garden ～Headline News Award
- FM COCOLO
  - ほっとココロ SUNDAY内：「HOTトラベル」

- サンテレビ
  - キラリ☆けいざい

- びわ湖放送
  - おはようびわこ

- 京都チャンネル
  - 豊に住まう～三都物語～

- 日経ラジオ社
  - 株式市況

- FMキタ
  - ビジネスプラン発表会 LED 関西レポート

- FM宇治
  - おはよう宇治です
  - たから木探検隊

- R-CM
  - メアリと魔女の花
  - 朝日新聞
  - 兵庫大学
  - チェルシージャパン
  - 川崎クリニック
  - 低インシュリンダイエット ごはん・麺・パンのレシピ新刊
  - サンスター オーラ2ステインクリアペースト

- イベント
  - 壬生流中山文甫会 夏期講座
  - ケラスターゼ 企業セミナー
  - 大阪マラソン ケイオプティコム ブースMC
  - チア☆ダン 試写会
  - EXILE TRIBE LIVE TOUR（影アナ）
  - 春風亭ぴっかりのガールズトーク落語
  - 大阪マラソンEXPO Thanks Osaka! Station
  - 「琵琶湖周航の歌」音楽祭合唱コンクール
  - 公会計シンポジウム

- ナレーション
  - 赤城乳業
  - 冬ほたる
  - ベネッセコーポレーション
- ブライダルMC